# Ráng chân xỉ hình gươm
Pteris ensiformis là một loài thực vật có mạch trong họ Pteridaceae. Loài này được Burm. f. miêu tả khoa học đầu tiên năm 1768.

## Hình ảnh

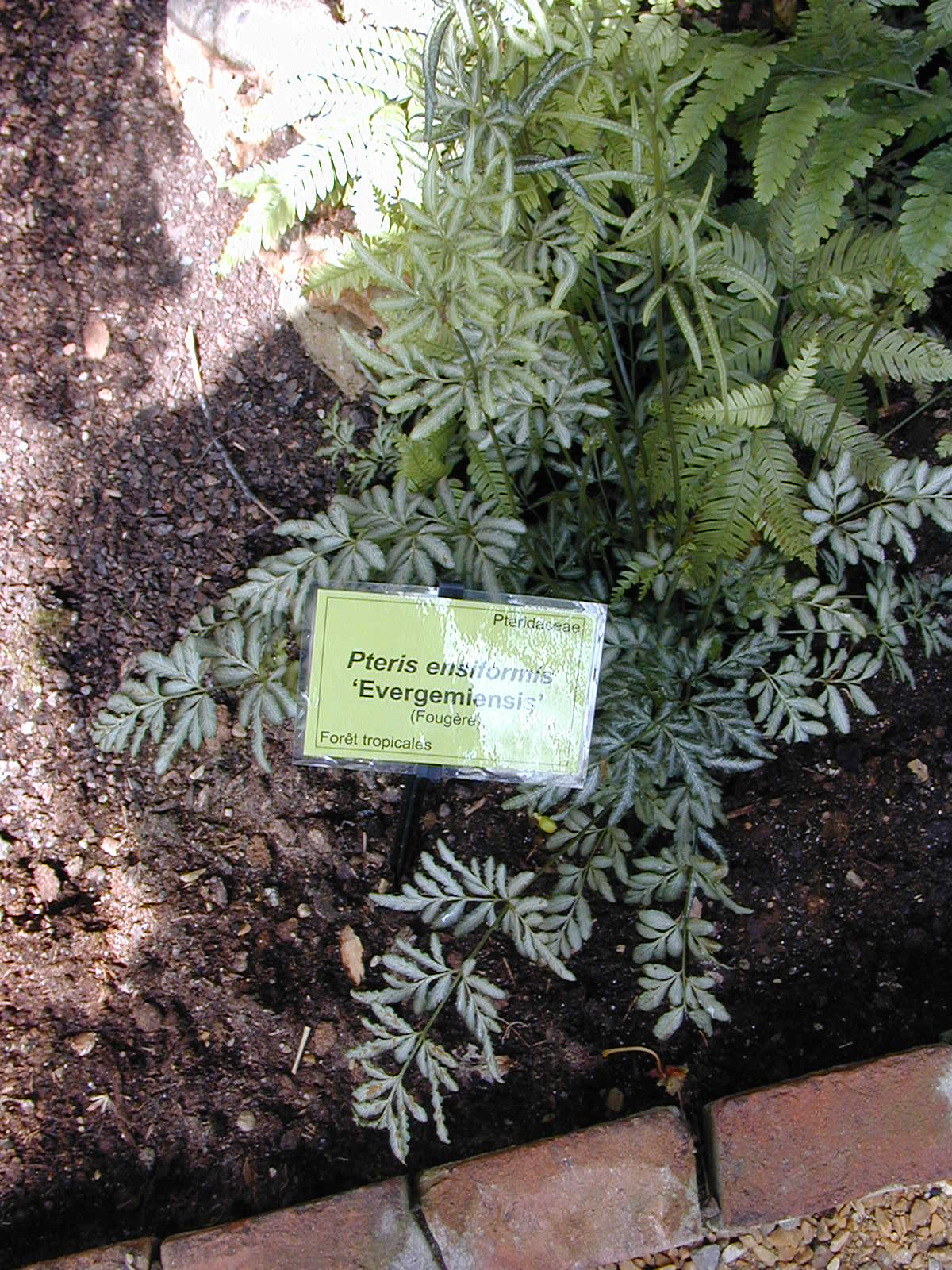
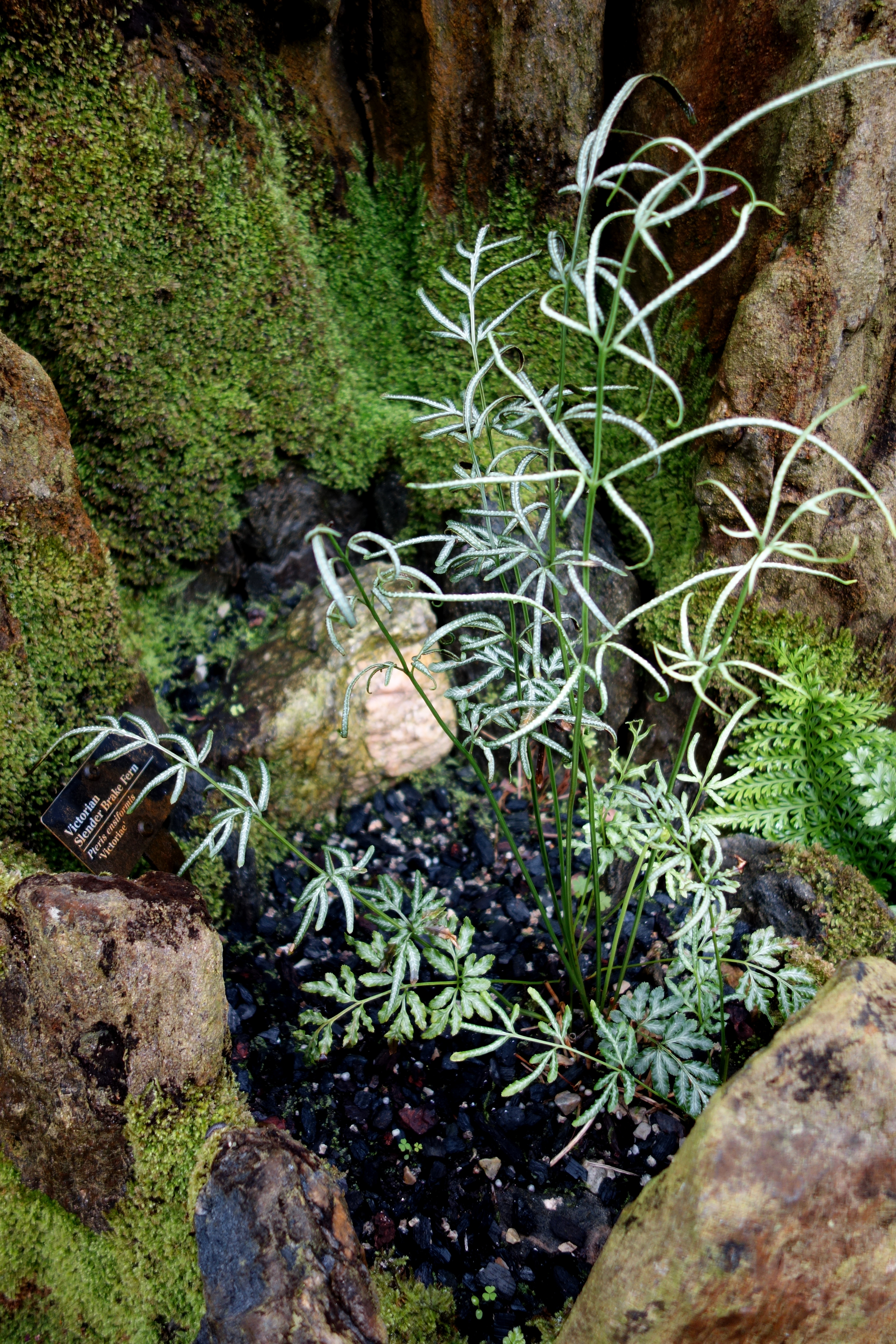
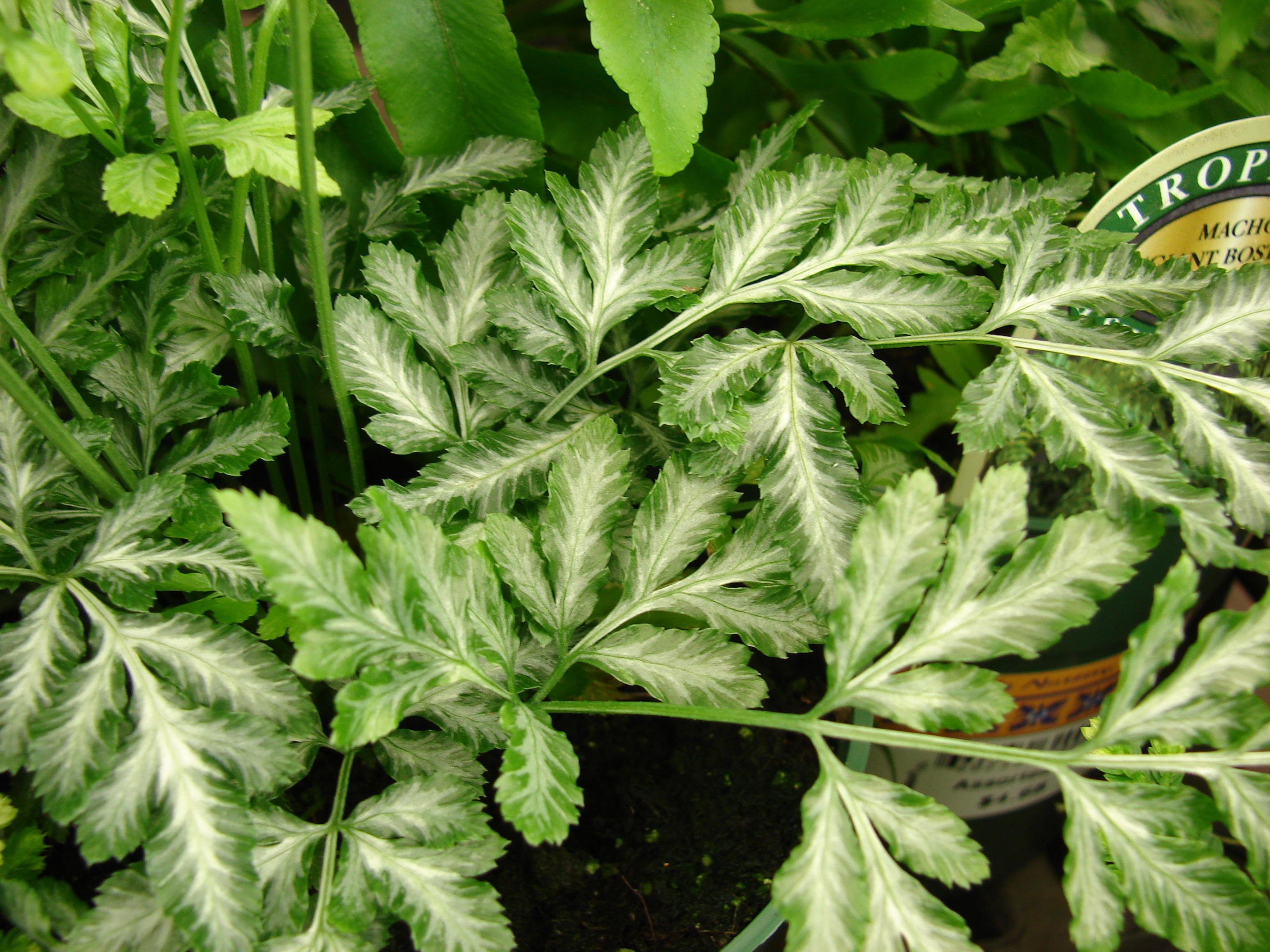
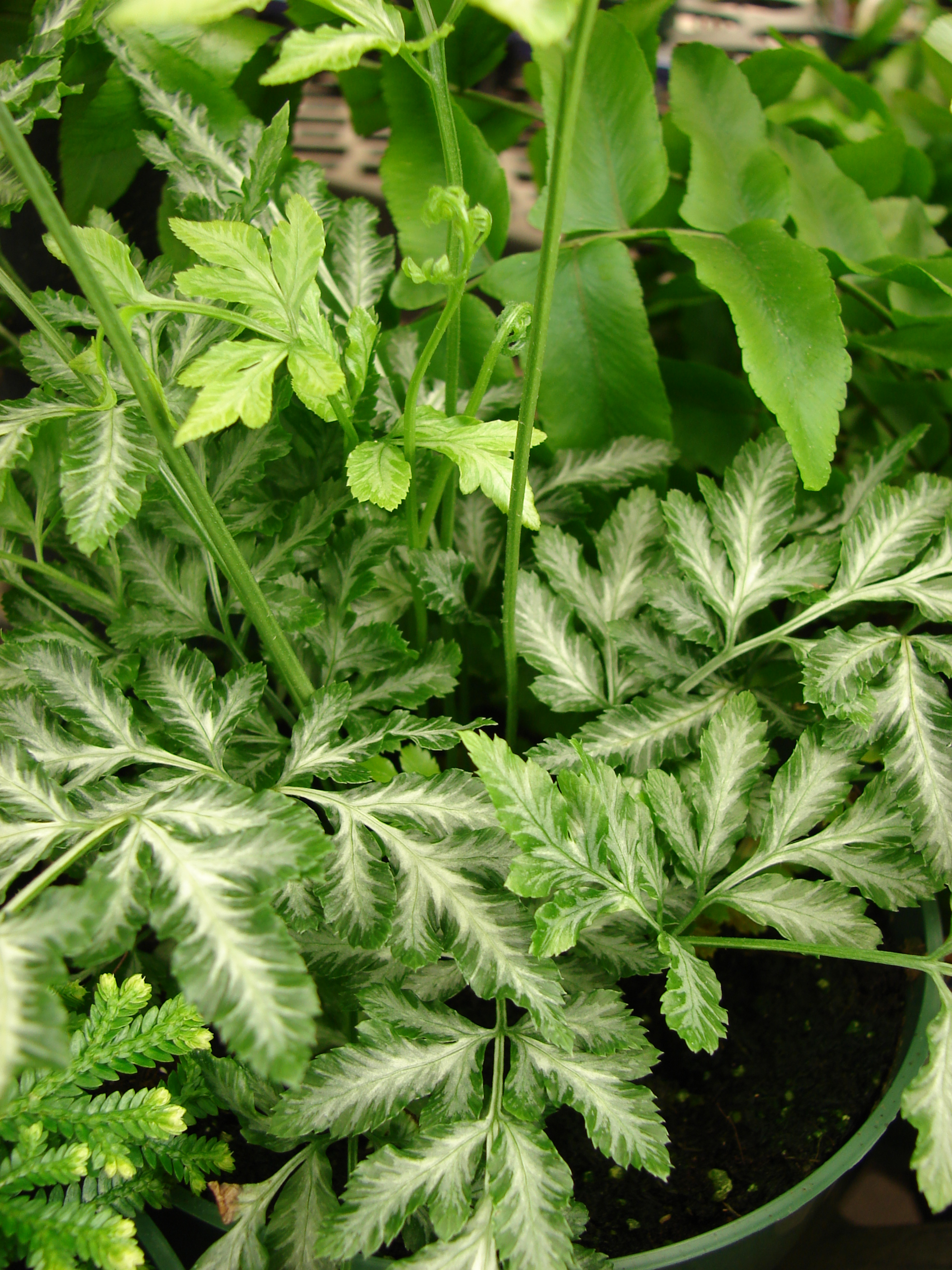